# فرودگاه چیمبو
فرودگاه چیمبو (به انگلیسی: Chimbu Airport) یک فرودگاه همگانی با کد یاتا CMU است که یک باند فرود آسفالت دارد و طول باند آن ۱۰۱۵ متر است. این فرودگاه در کشور گینه نو قرار دارد و در ارتفاع ۱۵۱۶ متری از سطح دریا واقع شده‌است.

## شرکت‌های هواپیمایی و مقصدهای پروازی
| شرکت‌های هواپیمایی | مقصدهای پروازی |
| ----------------- | -------------- |
| ایرلاینز پی‌ان‌جی   | Kiunga, Obo    |